# Dvorče
Dvorče (nemško Wertschach) je naselje v Občini Čajna v Okraju Beljak-dežela na Koroškem v Avstriji.